# Joaquín Nin-Culmell
Joaquín María Nin-Culmell (Berlino, 5 settembre 1908 – Berkeley, 14 gennaio 2004) è stato un compositore, docente e pianista statunitense, di origine cubana-spagnola, concertista di fama internazionale e professore emerito di musica presso l'Università della California - Berkeley.

## Biografia

### Primi anni
Joaquín Nin-Culmell nacque a Berlino, in Germania, il figlio più giovane della cantante cubana Rosa Culmell e del pianista e compositore Joaquín Nin. Dopo che i suoi genitori si furono separati, sua madre si trasferì insieme a lui, sua sorella Anaïs ed il fratello Thorvald, a New York, dove vissero per nove anni.
All'età di quindici anni Nin-Culmell e la sua famiglia si trasferirono in Europa dove Joaquín frequentò la Schola Cantorum e il Conservatorio di Parigi, ricevendo un primo premio in composizione musicale nel 1934. Fu studente di Paul Dukas e studiò nei primi anni '30 con Manuel de Falla, primo compositore spagnolo, specializzandosi in armonia, contrappunto e fuga, oltre che in composizione.

### Carriera
Nel 1939 Nin-Culmell si trasferì negli Stati Uniti. Insegnò al Middlebury College, nel Vermont per due anni prima di entrare a far parte del dipartimento di musica del Williams College di Williamstown, nel Massachusetts (dove Stephen Sondheim era uno dei suoi studenti). Rimase alla Williams per un decennio, prima di entrare alla facoltà della UC Berkeley nel 1950.
Mentre era a Berkeley diresse l'Orchestra Sinfonica dell'Università della California ed è apparso come pianista con numerosi gruppi musicali nella San Francisco Bay Area.
Nel 1952 si esibì come solista nel suo Concerto in do maggiore per pianoforte e orchestra con la San Francisco Symphony, sotto la direzione di Pierre Monteux e fu direttore ospite dell'orchestra nel marzo del 1953.
Le sue composizioni comprendono Canzoni Folk Cubane per coro misto, Canzoni Folk della Catalogna per soprano e pianoforte, e Otto Variazioni su un Tema di Gaspar Sanz per orchestra. Col tempo i suoi temi musicali si sono spostati da una sensibilità regionale a quella religiosa. Una commissione dalla Francia portò alla composizione di Symphony of Mysteries per organo e coro. Nel 1971 compose una Messa per la Cattedrale di Santa Maria Assunta a San Francisco.
Nel corso della sua carriera Nin-Culmell ha tenuto concerti in Francia, Italia, Inghilterra, Svizzera, Cuba, Spagna e Danimarca ed è stato membro di molte organizzazioni: la International Society for Contemporary Music e il Composers' Forum, la Royal Academy of Fine Arts di San Fernando a Madrid (come il padre pianista/compositore, Joaquín Nin), l'Accademia di Belle Arti di Sant Jordi a Barcellona e la Legion d'onore francese.
Oltre alle sue attività musicali, Nin-Culmell trovò anche il tempo di contribuire la prefazione ai quattro volumi di The Early Diary of Anaïs Nin di sua sorella Anaïs Nin.
Nel 1974 Nin-Culmell si ritirò dalla UC Berkeley. Continuò a comporre ed esibirsi, oltre a consigliare e guidare molti giovani artisti e scrittori della zona, tra cui il futuro editore e caporedattore di The Environmentalist, Janet Ritz, i cui genitori vivevano dall'altra parte della strada rispetto a Nin-Culmell.

### Ultimi anni
Nin-Culmell continuò a comporre anche in età avanzata. In Spagna, mentre lavorava con il cast per un'opera che aveva scritto nel 2001, ebbe un ictus. L'evento influì sulla sua vista e lo costrinse a ridurre il suo programma di composizione ed esibizioni.
Nella notte di Natale 2003 Nin-Culmell subì un attacco di cuore. Morì venti giorni dopo, il 14 gennaio 2004, all'età di 95 anni a Berkeley, in California; era il 27º anniversario della morte di sua sorella Anaïs.
Tra quelli che gli sono sopravvissuti ci sono sua nipote, Gayle Nin Rosenkrantz di San Francisco, un nipote, Charles Thorvald Nin di Città del Messico, i loro figli e nipoti e i molti musicisti e compositori che aveva guidato negli anni. Fu preceduto nella morte dal suo compagno di vita, Theodore Reid.
I documenti personali di Joaquín Nin-Culmell sono conservati nella Biblioteca de Catalunya, l'Università della California Riverside e l'Università della California (Berkeley).